# طابع تذكاري
الطابع البريدي التذكاري (بالإنجليزية: Commemorative stamp)، هو طابع بريدي يصدر غالباً في تاريخ مهم مثل ذكرى سنوية لتكريم أو تخليد ذكرى مكان أو حدث أو شخص أو شيء ما. وعادةً ما يكتب موضوع الطابع التذكاري مطبوعاً، على عكس أوراق البطاقات التذكارية التي عادةً ما تُصوّر الموضوع مع الفئة واسم البلد فقط.

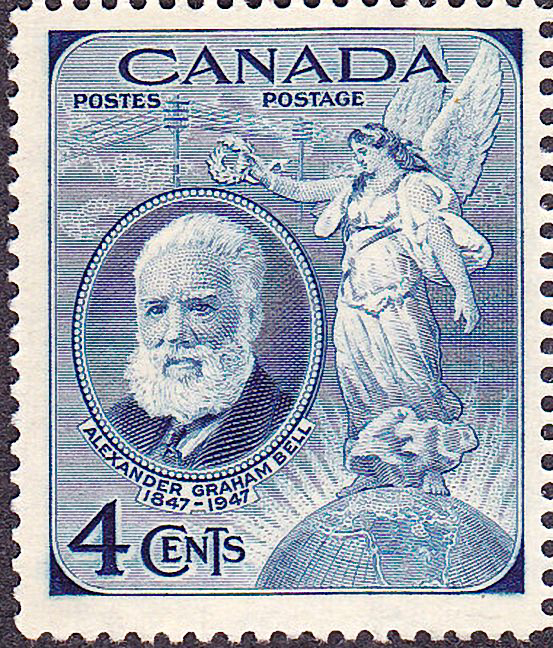
طابع بريدي كندي، إصدار تذكاري للذكرى المئوية لميلاد ألكسندر جراهام بيل، بقيمة 4 سنت، أزرق اللون

وتصدر مكاتب الخدمات البريدية العديد من الطوابع التذكارية كل عام، وأحياناً ما تقيم احتفال في اليوم الأول للإصدار في موقع مرتبط بالموضوع. ويمكن استعمال الطوابع التذكارية إلى جانب الطوابع العادية. وخلافاً لبطاقات الطوابع التذكارية التي غالباً ما يعاد طبعها وبيعها على مدى فترة زمنية طويلة للاستخدام العام، فإن الطوابع التذكارية عادة ما تُطبع بكميات محدودة وتباع لفترة زمنية أقصر بكثير عادةً، حتى نفاذ عرضها.

## الطابع التذكاري الأول
يوجد العديد من الطوابع المرشحة للقب الطابع التذكاري الأول. ومن أحد هذه الاحتمالات هو طابع بريدي من فئة 17 سنتاً أصدرته نيو برونزويك عام 1860، ويظهر فيهِ أمير ويلز تحسباً لزيارته.

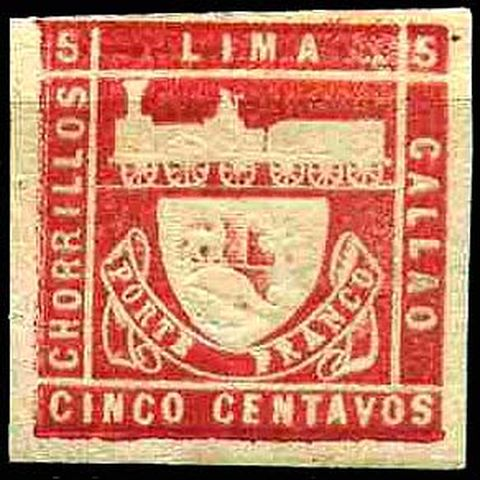
إصدار أول طابع تذكاري لبيرو، سنة 1870.
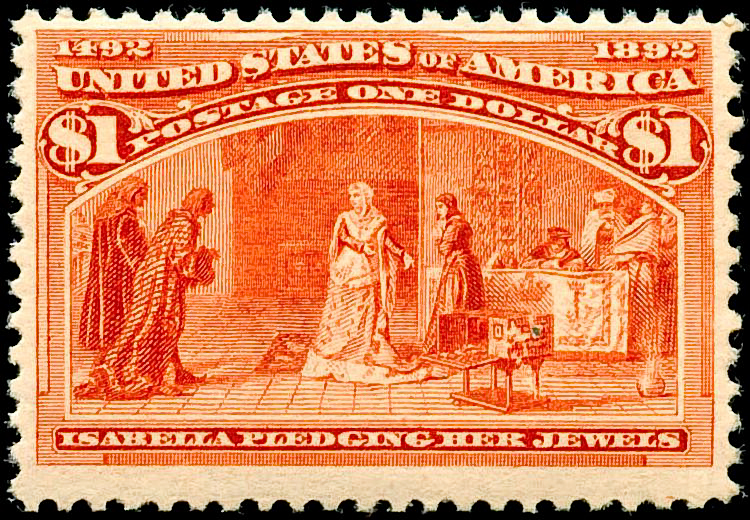
طابع فئة الدولار الواحد المدرج في إصدار الولايات المتحدة من الطوابع التذكارية التي صدرت في 2 يناير 1893
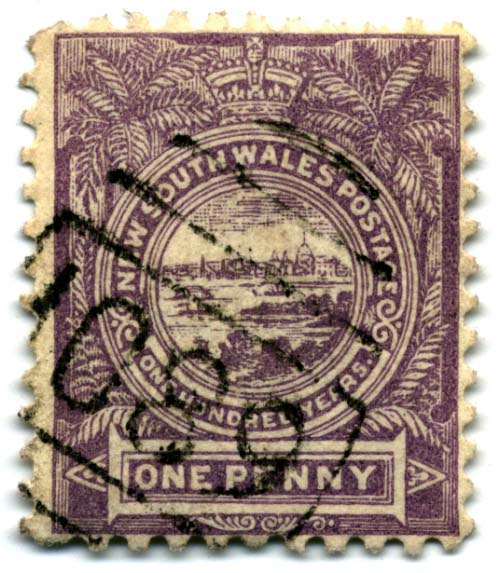
أول طابع تذكاري لنيو ساوث ويلز الجنوبية، سنة 1888

غالبًا ما يُشار إلى الطوابع الستة عشر لإصدار الولايات المتحدة الكولومبية التي أُنتجت للاحتفال بالمعرض الكولومبي العالمي في شيكاغو تكريمًا للذكرى الـ400 لوصول كريستوفر كولومبوس إلى العالم الجديد في عام 1492، على أنها أول طوابع تذكارية في العالم.

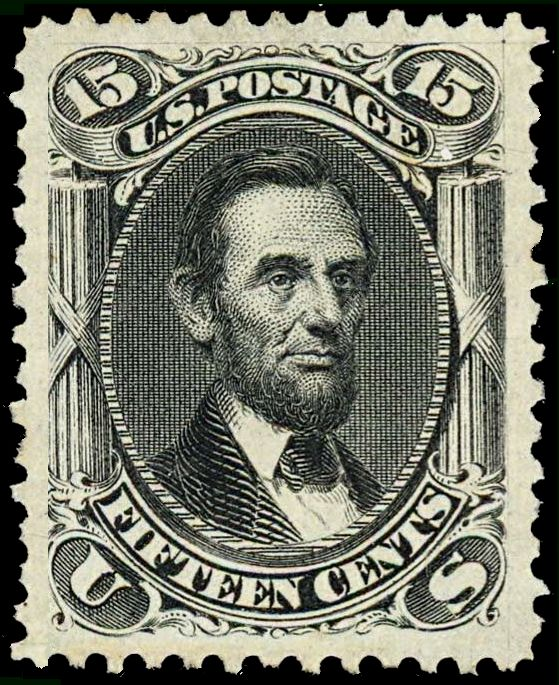
أبراهام لينكولن سنة 1866

يُصوِّر طابع الولايات المتحدة الأسود الذي تبلغ قيمته 15 سنتًا لعام 1866 أبراهام لينكولن وكان أول طابع يصدر بعد اغتيالهِ في عام 1865، ولكن لم يُعلن رسميًا أنه تخليدًا لذكراه. كما أصدرت الولايات المتحدة طابعًا بريديًا بقيمة 5 سنتات في عام 1882 يُظهر الرئيس جيمس أ. غارفيلد الذي اغتيل مؤخرًا. بالإضافة إلى ذلك، أصدرت الولايات المتحدة مظاريف مختومة للمعرض المئوي في عام 1876، على الرغم من أن هذه الطوابع من الناحية الفنية هي قرطاسية بريدية وليست طوابع بريدية. يمكن اعتبار إصدار اليوبيل البريطاني لعام 1887 تذكاريًا لذكرى مرور 50 عامًا على حكم الملكة فيكتوريا، على الرغم من عدم وجود نقوش خاصة على الطوابع، وكان المقصود منها طوابع عادية. وفي عام 1870 أصدرت بيرو طابعاً بريدياً قرمزياً من فئة 5 سنتات للقاطرة والأسلحة ويعتبر أول طابع بريدي تذكاري صدر لإحياء الذكرى العشرين لأول سكة حديد في أمريكا الجنوبية.

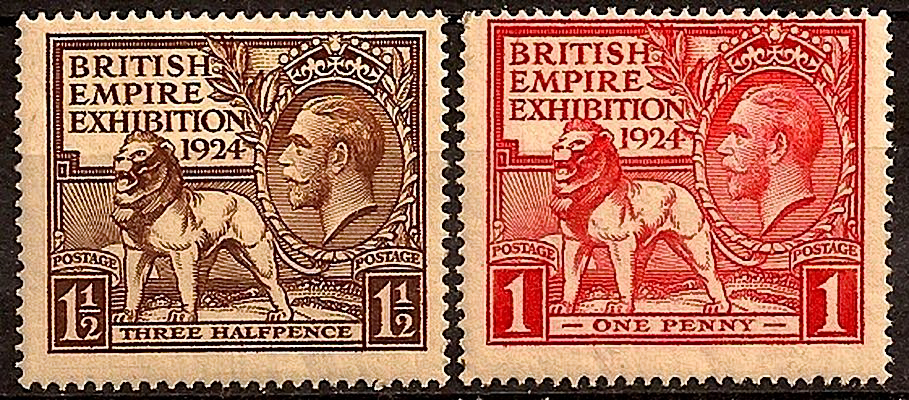
أول طابع تذكاري للمملكة المتحدة بمناسبة افتتاح معرض الإمبراطورية البريطانية سنة 1924

على الرغم من أن المملكة المتحدة غالباً ما كانت صاحبة السبق في إصدار الطوابع البريدية وتصاميمها، إلا أنها كانت متأخرة في إصدار أول طابع تذكاري لها، حيث لم تصدر طابعاً حتى عام 1924، عندما طبعت إصدار معرض الإمبراطورية البريطانية لعام 1924.
وأصدرت نيو ساوث ويلز الجنوبية طوابع تذكارية أخرى في عام 1888 للاحتفال بالذكرى المئوية لتأسيسها، وتتضمن الأنواع الستة جميعها نقش "مائة عام". تبعتها طوابع تذكارية في عام 1891 لهونغ كونغ ورومانيا.
في عامي 1892 و1893 أصدرت إسبانيا وست ولايات من أمريكا طوابع بريدية تذكارية بمناسبة الذكرى الـ400 لاكتشاف كريستوفر كولومبوس لأمريكا في الغرب.

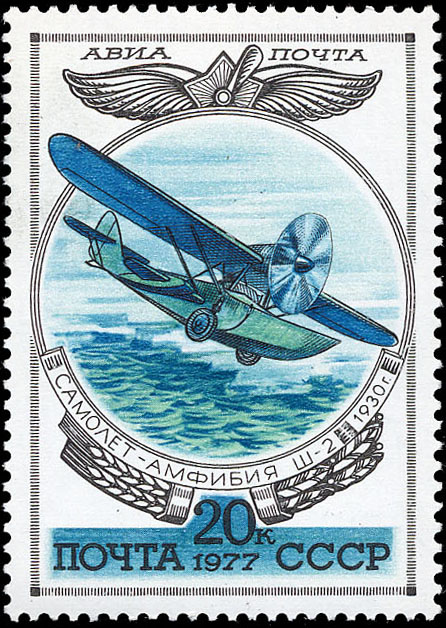
طابع تذكاري روسي بقيمة قدرها 20 روبل أصدرته هيئة البريد السوفيتية في عام 1977 يصور طائرة برمائية من طراز شافروف

## رد الفعل
تسبب ظهور الطوابع البريدية التذكارية في رد فعل عنيف بين بعض هواة جمع الطوابع في السنوات الأولى من جمع الطوابع، الذين امتنعوا عن احتمال إنفاق مبالغ أكبر من أي وقت مضى للحصول على طوابع العالم. وقد أدى ذلك إلى تشكيل جمعية قمع طوابع المضاربة في عام 1895 لوضع قائمة سوداء بهذه الطوابع المفرطة. وقد تفككت الجمعية بعد محاولات فاشلة لحمل هواة جمع الطوابع بشكل عام على الامتثال لرغباتهم. واليوم لا يزال هواة جمع الطوابع التذكارية المبكرة تحظى بتقدير هواة جمع الطوابع.

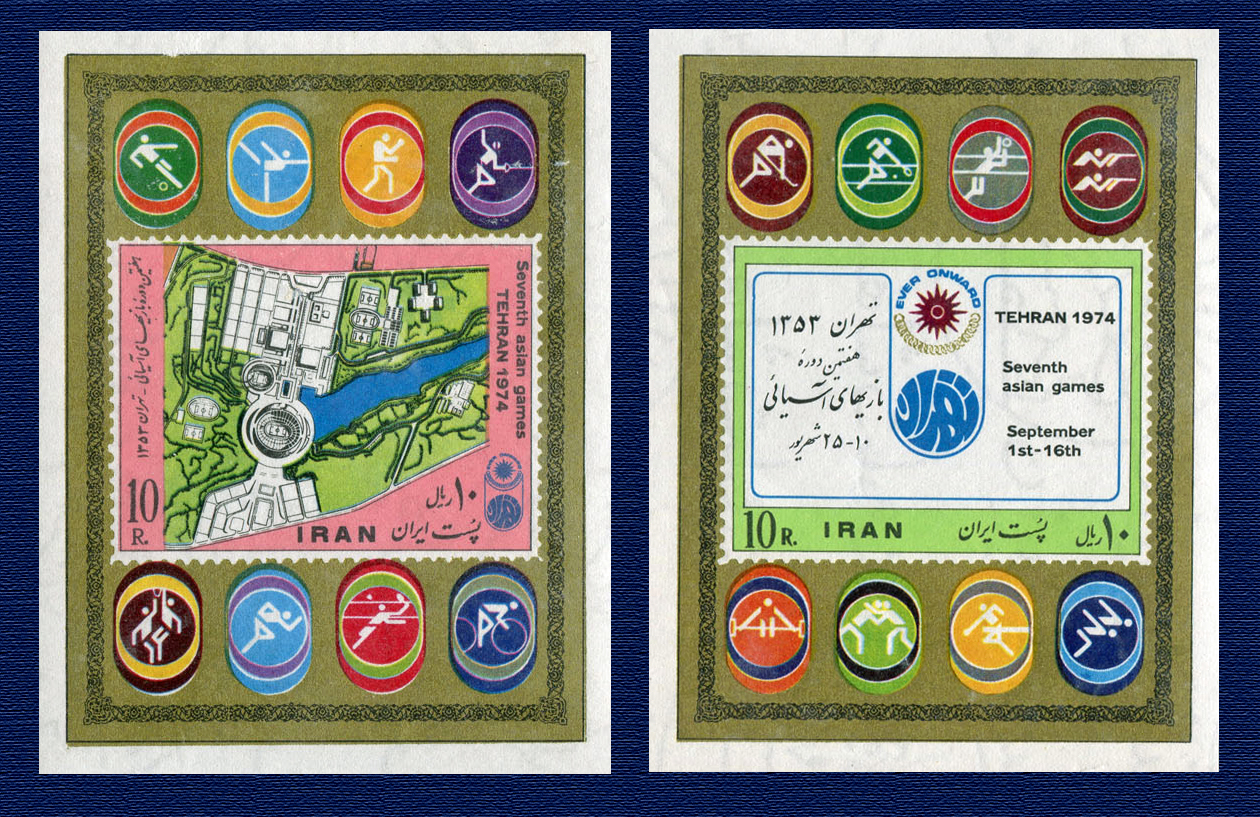
طابع تذكاري بمناسبة أولمبياد الالعاب الاسيوية 1974

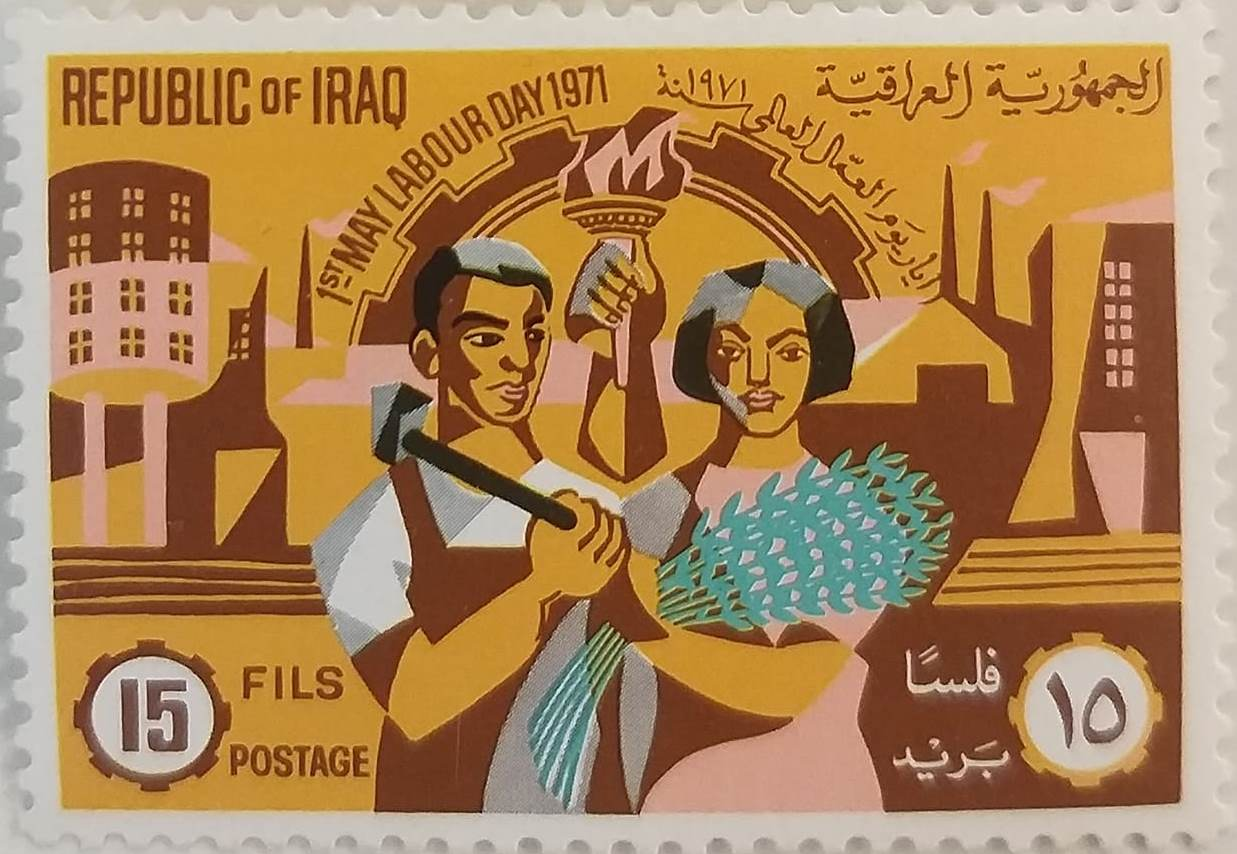
طابع بريدي عراقي فئة 15 فلساً صدر عام 1971 بمناسبة 1 أيار يوم العمال العالمي.